# جبل دووم

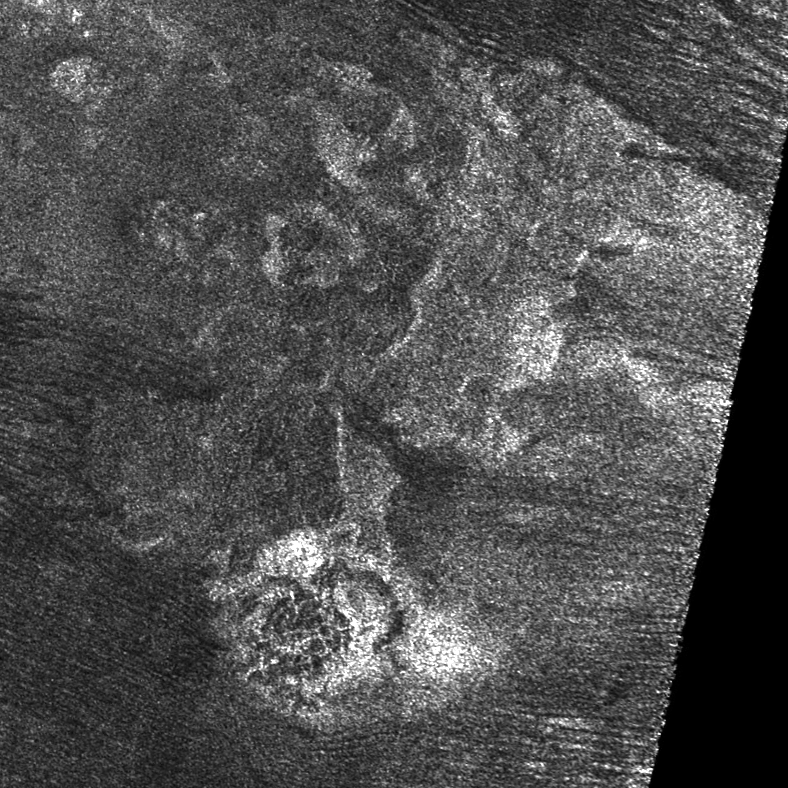
جبل دووم مع المَعلم المنخفض سوترا پاتيرا والمَعلم التدفقي موهيني فلوستوس، هذا الأخير مُغطى بكثبان رملية. التُقطت الصورة بواسطة رادار كاسيني في 2007.

جبل دووم (باللاتينية: Doom Mons) هو اسم سلسلة جبلية على تيتان أكبر أقمار زحل. يُحتمل أنها بركان بارد، وهي أكبر سلسلة جبلية على تيتان من حيث الحجم، واحدة من أعلى قممها يصل ارتفاعها إلى 1.45 كم. اكتُشفت بواسطة المسبار الفضائي كاسيني-هويجنز في 2005 وتمت تسميتها رسميًا في 2012.